# Krîve, Radehiv
Krîve (în ucraineană Криве) este o comună în raionul Radehiv, regiunea Liov, Ucraina, formată numai din satul de reședință.

## Demografie
Componența lingvistică a comunei Krîve
     Ucraineană (100%)
Conform recensământului din 2001, toată populația comunei Krîve era vorbitoare de ucraineană (100%).